# Icosaméron

L'Icosaméron ou Histoire d'Édouard et d'Élisabeth qui passèrent quatre-vingts-un ans chez les Mégamicres, habitans aborigènes du Protocosme dans l'intérieur de notre globe est un ouvrage de Giacomo Casanova publié en français sous son pseudonyme « Jacques Casanova de Seingalt » à Prague en 1787 ou 1788.
Moins connu que ses Mémoires, l'Icosaméron est une œuvre mixte, mêlant roman, conte philosophique, satire et des éléments de science-fiction.

## Structure
L'Icosaméron est publié en cinq tomes. Le premier contient une dédicace au comte de Waldstein, le « Commentaire littéral sur les trois premiers chapitres de la Genèse », long texte théologique visant à justifier l'existence des Mégamicres, et enfin les deux premières journées du voyage d'Édouard et d'Élisabeth. Le deuxième tome commence également par une dédicace à un certain « A.S.A.L.M.P.C.A.D.W. ». Les trois  derniers tomes ne contiennent aucun paratexte.
L'histoire en tant que telle se compose de différents « segments ». Édouard et Élisabeth racontent leurs aventures à leur famille et à des membres de la bonne société anglaise. Entre chaque journée, un court échange a lieu entre eux.

## Histoire
Casanova présente au lecteur un frère et une sœur dont les prénoms, Édouard et Élisabeth, évoquent des souverains anglais. À la suite d'une tempête qui engloutit leur navire, ils arrivent dans le Protocosme, un monde intérieur souterrain malgré tout éclairé par un soleil,.
Là, ils font la rencontre des Mégamicres, de petits êtres androgynes et ovipares. Au nombre de trente milliards, ceux-ci peuplent le Protocosme et ne connaissent ni le sommeil, ni la maladie, ni la vieillesse.
Ensuite, les deux protagonistes s'adonnent à une relation incestueuse et donnent naissance à quarante jumeaux, qu'Édouard marie entre eux. Leurs descendants finiront par atteindre les quatre millions qu'Édouard, maintenant considéré comme un souverain divin, éduquera au christianisme, de même que les Mégamicres.
Finalement, après quatre-vingt-un ans dans ce Protocosme, Élisabeth et Édouard retournent à la surface à la suite d'une explosion, sans aucun signe physique de vieillissement[Pas dans la source].